# Bracon sanctivincenti
Bracon sanctivincenti är en stekelart som beskrevs av William Harris Ashmead 1894. Bracon sanctivincenti ingår i släktet Bracon och familjen bracksteklar. Inga underarter finns listade.